# Байза, Павол
Павол Байза (словац. Pavol Bajza; 4 сентября 1991, Жилина, Чехословакия) — словацкий футболист, вратарь чешского клуба «Градец-Кралове».

## Клубная карьера
Футбольная карьера Павола началась в 2004 году в юношеской команде «Поважска-Бистрица». Два года спустя Байза перешёл в «Дубницу».
27 февраля 2010 года в 18 лет Павол дебютировал в составе «Дубницы» в игре чемпионата Словакии с «Жилиной». Уже на 31 минуте молодой голкипер был вынужден покинуть поле, успев пропустить к тому времени один мяч. Оставшуюся часть сезона 2009/10 Байза был основным вратарём «Дубницы», проведя 14 игр и пропустив 13 мячей. На следующий год Павол сыграл 18 матчей, пропустив 33 мяча, а его клуб покинул высший футбольный дивизион Словакии.
22 марта 2012 года «Дубница» объявила о трансфере вратаря в итальянскую «Парму». Игрок подписал трёхлетний контракт, который вступил в силу с 1 июля 2012 года. Дебютный матч Байзы в Серии А состоялся 19 мая 2013 года во встрече заключительного тура сезона 2012/13 против «Палермо». Павол появился на поле в начале второго тайма, заменив Антонио Миранте при счёте 3:0 в пользу пармезанцев. Следующий матч за клуб из Эмилии-Романьи Байза провёл 6 октября 2013 года во встрече с «Сассуоло» после того как основной голкипер «Пармы» был удалён с поля.
«Парма» 30 июля 2014 года объявила об аренде Павола в «Кротоне», выступающий в Серии B. Первый матч в «Кротоне» вратарь провёл 30 августа в игре с «Тернаной». За полгода в аренде голкипер принял участие в 7 матчах, в которых пропустил 11 мячей. Только в одной встрече ему удалось сохранить ворота в неприкосновенности. В начале 2015 года Павол возвратился в «Парму».
Летом 2015 года, после того как было объявлено о банкротстве «жёлто-синих», Байза подписал контракт со словенским клубом «Заврч».

## Карьера в сборной
Байза выступал за юношескую сборную (до 19 лет) в отборочных матчах к чемпионату Европы 2010 и молодёжную сборную Словакии в отборочном турнире к Чемпионату Европы 2013.